# Узкотелая златка волчеягодниковая
Узкотелая златка волчеягодниковая (лат. Agrilus integerrimus) — вид жуков-златок. Обитают в лесах. Длина тела взрослых насекомых (имаго) 5—7 мм. Тело со спинной стороны бронзовое, с грудной — оливково-чёрное; реже надкрылья коричнево-чёрные с зеленоватым блеском или переднеспинка с красноватым блеском. Развиваются на волчеягоднике.